# Altmannstein
Altmannstein település Németországban, azon belül Bajorországban. Lakosainak száma 7165 fő (2023. december 31.). Altmannstein Pförring, Riedenburg, Neustadt an der Donau, Mindelstetten, Beilngries, Denkendorf, Kösching, Hienheimer Forst és Stammham községekkel határos.

## Népesség
A település népessége az elmúlt években az alábbi módon változott:
| Lakosok száma | 824  | 1090 | 3524 | 6145 | 6778 | 6848 | 7046 | 6995 | 7064 | 7165 |
|               | 1875 | 1950 | 1975 | 1987 | 2012 | 2014 | 2016 | 2017 | 2021 | 2023 |